# CCDC34
CCDC34 (англ. Coiled-coil domain containing 34) – білок, який кодується однойменним геном, розташованим у людей на 11-й хромосомі. Довжина поліпептидного ланцюга білка становить 373 амінокислот, а молекулярна маса — 43 225.
| 10         |  | 20         |  | 30         |  | 40         |  | 50         |
| ---------- |  | ---------- |  | ---------- |  | ---------- |  | ---------- |
| MWAAGRWGPT |  | FPSSYAGFSA |  | DCRPRSRPSS |  | DSCSVPMTGA |  | RGQGLEVVRS |
| PSPPLPLSCS |  | NSTRSLLSPL |  | GHQSFQFDED |  | DGDGEDEEDV |  | DDEEDVDEDA |
| HDSEAKVASL |  | RGMELQGCAS |  | TQVESENNQE |  | EQKQVRLPES |  | RLTPWEVWFI |
| GKEKEERDRL |  | QLKALEELNQ |  | QLEKRKEMEE |  | REKRKIIAEE |  | KHKEWVQKKN |
| EQKRKEREQK |  | INKEMEEKAA |  | KELEKEYLQE |  | KAKEKYQEWL |  | KKKNAEECER |
| KKKEKEKEKQ |  | QQAEIQEKKE |  | IAEKKFQEWL |  | ENAKHKPRPA |  | AKSYGYANGK |
| LTGFYSGNSY |  | PEPAFYNPIP |  | WKPIHMPPPK |  | EAKDLSGRKS |  | KRPVISQPHK |
| SSSLVIHKAR |  | SNLCLGTLCR |  | IQR        |  |            |  |            |

A: Аланін

C: Цистеїн

D: Аспарагінова кислота

E: Глутамінова кислота

F: Фенілаланін

G: Гліцин

H: Гістидин

I: Ізолейцин

K: Лізин

L: Лейцин

M: Метіонін

N: Аспарагін

P: Пролін

Q: Глутамін

R: Аргінін

S: Серин

T: Треонін

V: Валін

W: Триптофан

Кодований геном білок за функцією належить до фосфопротеїнів. 
Задіяний у такому біологічному процесі, як альтернативний сплайсинг. 